# Virginia Tonelli
Virginia Tonelli (Castelnovo del Friuli, 13 novembre 1903 – Trieste, 29 settembre 1944) è stata una partigiana italiana.
Bruciata viva dai fascisti nella Risiera di San Sabba, è Medaglia d'Oro al Valor Militare alla memoria.

## Biografia
Nacque in una famiglia povera; il padre, muratore, che manteneva sette figli, morì di tifo nel 1915 e Virginia si mise a lavorare come sarta e poi come infermiera, impiegandosi nell'Ospedale infantile di Venezia. Nel 1930 aderì al Partito comunista, allora costretto dal fascismo ad operare in clandestinità.
Nel 1933 emigrò in Francia, a Tolone, mantenendosi come donna di servizio e sposando nel 1937 Pietro Zampollo, un compagno di partito che andò a combattere in Spagna nelle Brigate internazionali per sostenere la Repubblica, dove fu ferito, rimandato in Italia e imprigionato. A Tolone Virginia, divenuta una rivoluzionaria di professione, ospitò diversi compagni che si muovevano tra l'Italia, la Francia e la Spagna: tra i più noti, Giorgio Amendola, Giuseppe Dozza, Gian Carlo Pajetta ed Emilio Sereni.
Nei primi mesi del 1943, con il fascismo ormai in difficoltà, la direzione del partito le ordinò di rientrare a Castelnovo per svolgervi azioni di propaganda e di protesta. In una di queste, il 14 giugno fu arrestata, ma la caduta del regime la fece tornare in libertà.
Con l'occupazione tedesca seguita all'armistizio dell'8 settembre e con la costituzione della Repubblica di Salò, Virginia dovette rientrare nella clandestinità, impegnandosi attivamente nella Resistenza con il nome di battaglia di Luisa. Il suo compito consisteva nel diffondere materiale di propaganda e raccogliere e consegnare materiali per il sostegno delle formazioni partigiane operanti in Veneto e nel Friuli.
Il 19 settembre 1944, mentre con un'altra compagna, Wilma Tominez Padovan, trasportava documenti da Udine a Trieste, fu arrestata dai fascisti e rinchiusa in carcere, dove per dieci giorni fu barbaramente torturata per strapparle informazioni, ma inutilmente. Fu allora portata nella Risiera di San Sabba e bruciata viva il 29 settembre. I suoi resti non furono mai ritrovati. Il 25 gennaio 1971 alla sua memoria fu conferita la medaglia d'oro al valore militare.
Una lapide posta a Castelnovo la ricorda con l'iscrizione dettata dal poeta Tito Maniacco: